# Canadian National Railway

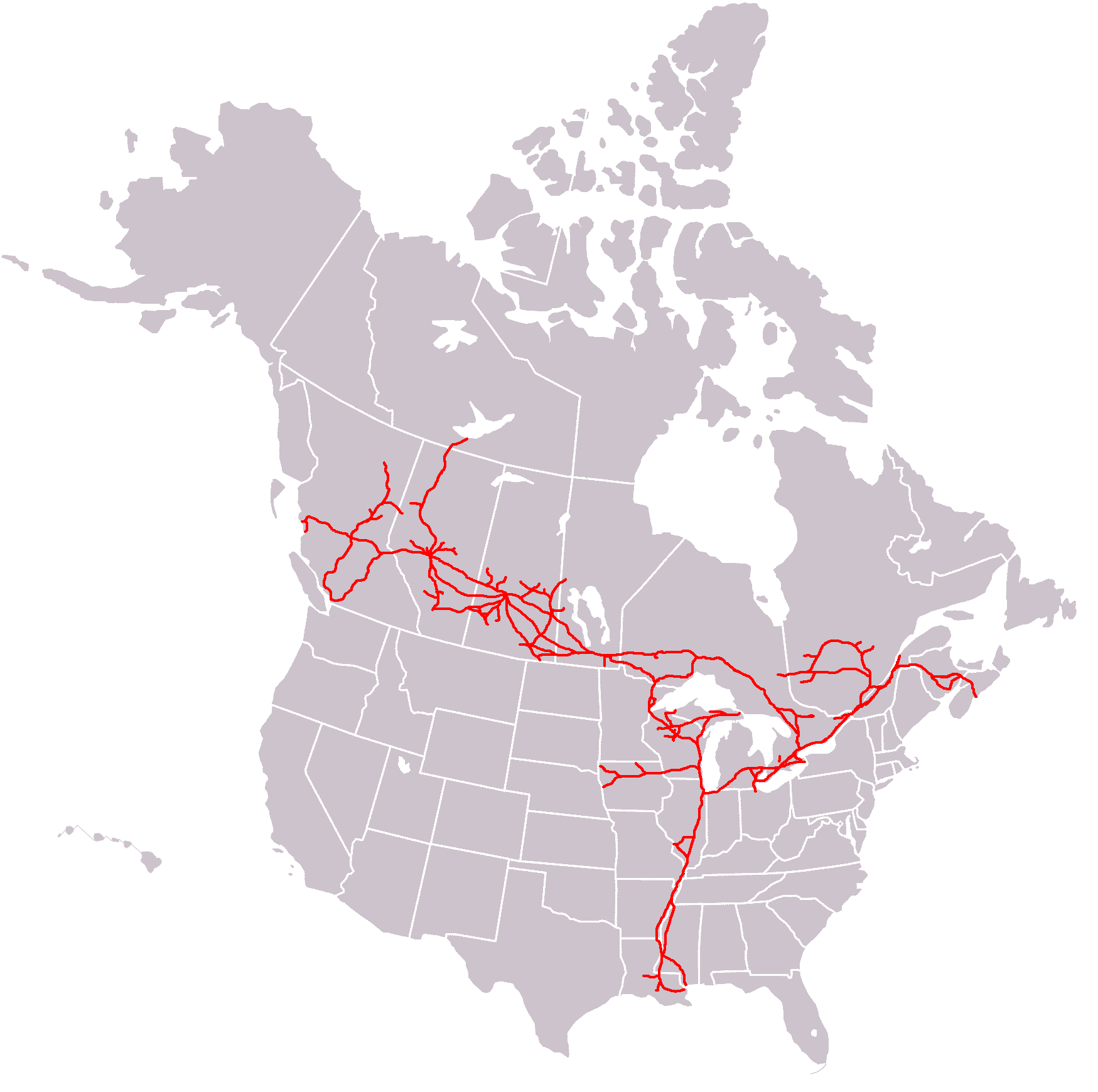
Mapa de la red ferroviaria del Canadian National.

Canadian National Railway (en francés: Chemins de Fer Nationaux du Canada) es una compañía ferroviaria canadiense de transporte de mercancías (Clase 1), siendo la más importante de Canadá tanto por la extensión de su red como por la magnitud de negocios. Es actualmente la única empresa de ferrocarriles que con sus líneas cruza el país desde la costa del océano Atlántico hasta la costa del océano Pacífico, uniendo las ciudades de Halifax en Nueva Escocia y Vancouver en Columbia Británica. Posee también una importante red en Estados Unidos, con un ramal que parte de la región de los Grandes Lagos y se adentra en territorio de los Estados Unidos y continuando por el valle del Misisipi llega hasta la ciudad de Nueva Orleans, en el Golfo de México.
La compañía tiene su sede en Montreal, Quebec. Desde su creación en 1918 y hasta 1960 fue conocida como Canadian National Railways/Chemins de Fer Nationaux du Canada (CNR), a partir de esa fecha cambió su nombre a Canadian National/Canadien National (CN).

## Historia

Allan Fleming y Charles Harris, director de communicaciones de CN, durante el lanzamiento del logotipo de CN en Montreal, 1960

Entre 1918 y 1923, varias compañías ferroviarias entran en quiebra, lo que genera graves problemas en las operaciones y productividad de las empresas canadienses. Por ello, y con la finalidad de remediar el caos existente en la red de transporte terrestre de mercancías, el gobierno canadiense queda en poder de la mayoría de acciones de diversas compañías. La primera de ellas en pasar a titularidad pública es la Canadian Northern Railway (CNoR), el 6 de septiembre de 1918. Luego le siguen la Intercolonial Railways of Canada (IRC), la National Transcontinental Railway (NTR) y la Prince Edward Island Railway (PEIR). A partir de la consolidación de ellas, el 20 de diciembre de 1918, el gobierno federal anuncia el nacimiento de la nueva Canadian National Railways (CNR) popularmente conocida como El ferrocarril del Pueblo.
Tras años de litigios con los antiguos propietarios, el 30 de enero de 1923 el gobierno nacionaliza y pone bajo la dirección de la CNR, toda la infraestructura del Grand Trunk Pacific Railway (GTPR) y del Grand Trunk Railway (GTR), ambos con dificultades económicas desde marzo de 1919. Con esta adquisición concluye la porción más importante del proyecto de nacionalización de los ferrocarriles canadienses, que se complementa con la incorporación a la CNR de unas pocas líneas adicionales de ferrocarril menores.

## Privatización

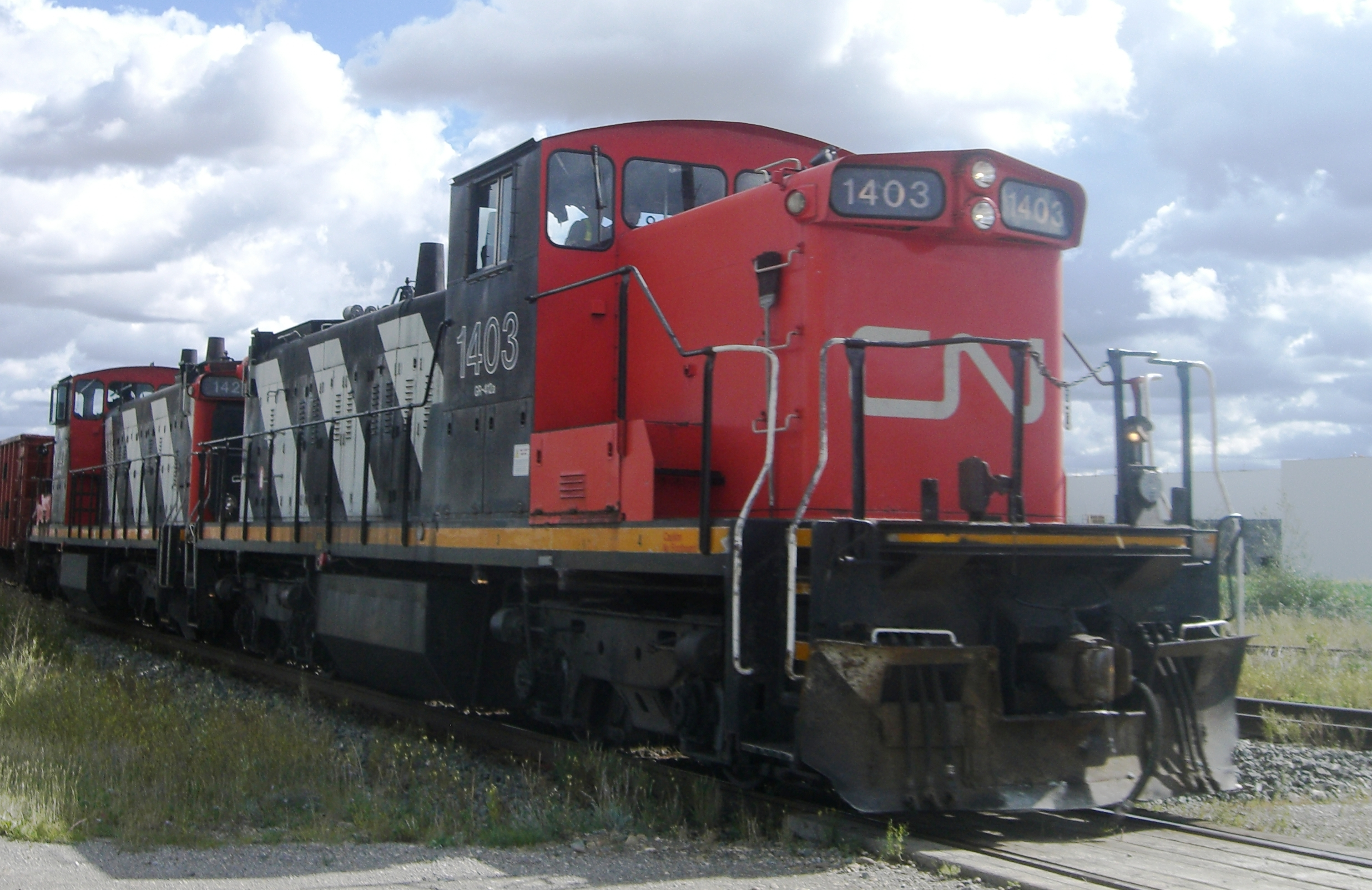
El tren de CN train en el concurrido cruce East Junction, Edmonton, 2006.

En 1992 un nuevo equipo de gerenciamiento conducido por el ex- político Paul Tellier, comienza a preparar al Canadian National para su privatización. La decisión se vio favorecida por el deterioro de estructuras, el abandono y la continua venta de vías férreas, la existencia de una gerencia ineficaz al mando de la compañía y el despido de personal. Entre 1993 y 1994 la compañía cambió la denominación de la Grand Truck Western y el Duluth, Winnipeg & Pacific, que fueron modificados a Canadian National Norteamérica. Durante este tiempo el Canadian Pacific Railroad (CPR) y el Canadian National tuvieron negociaciones para una posible fusión entre ellas, esto fue rechazada por el gobierno federal, ya que el CPR compraría la totalidad de las líneas del Canadian National y las de Ontario a Nueva Escocia, mientras que otro ferrocarril no identificado (posiblemente la Burlington Northern) compraría las líneas del oeste de Canadá, esta propuesta también fue rechazada por el gobierno federal. En 1995 la compañía ya privatizada y sus subsidiarias usarían el mismo nombre, Canadian National.

## Una fusión fallida
En 1999 la Canadian National y la Burlington Northern Santa Fe (BNSF) (el segundo sistema ferroviario más grande de Estados Unidos) anunciaron un intento de fusionarse para formar Ferrocarriles Norteamericanos, entidad corporativa que tendría su base operativa en Montreal. El anuncio realizado por de Paul Tellier de Canadian National y Roberts Krebs de la BNSF fue rechazado por el directorio de la agencia federal norteamericana que regula el transporte de superficie. Esto generó conflictos con otras compañías ferroviarias entre ellas la Canadian Pacific y la Union Pacific al ver como perjudiciales y monopólicas a sus operaciones ferroviarias. Los clientes del ferrocarril también denunciaron la fusión ferroviaria.